# Mackennovo zlato
Mackennovo zlato, v anglickém originále Mackenna's Gold, je americký filmový western z roku 1969 režiséra J. Lee Thompsona s Gregory Peckem a Omarem Sharifem v hlavních rolích.

## Děj
Mexický desperát Colorado (Omar Sharif) se svojí zločineckou bandou v nehostinné arizonské pustině pronásleduje starého indiánského náčelníka z kmene Apačů "Prérijního psa", který má u sebe starou indiánskou mapu, na níž je symbolicky znázorněna cesta k velkému nalezišti zlata v tzv. "Zlatém údolí". Se starochem se ale náhodně setkává místní šerif MacKenna (Gregory Peck), na kterého starý Indián puškou zaútočí a šerif jej víceméně omylem a nechtěně smrtelně postřelí. Jeho věci si prohlédne, také starou indiánskou mapu a poté ji zahodí do ohně, stařec mezitím zemře. Vzhledem ke slétajícím se supům hodlá starce na místě pochovat, kope mu proto hrob. Při této smutné práci jej nepřipraveného zastihne Coloradova zločinecká banda, která jej vezme do zajetí. Stane se jejich rukojmím, neboť on sám jediný zná cestu ke Zlatému údolí.
K bandě se ale postupně přidá i větší skupinka místních občanů, stejně tak jako jejich další nedobrovolná zajatkyně mladá dívka Inga Bergmannová (Camilla Sparv), dcera místního soudce, kterého Coloradova banda předtím zabila. Zlatá horečka spojená s obrovskou chamtivostí postupně zachvacuje stále více lidí, jediný šerif Mckenna ale prakticky neustále tvrdí, že žádné Zlaté údolí neexistuje a že pokud ano, tak že tam všichni zahynou – nicméně ale on jediný zná cestu, ale po žádném zlatu zjevně vůbec netouží.
Coloradovu bandu pronásledují jak vládní vojáci respektive "americká modrá kavalérie", tak i skupina mladých indiánů, Apačů. Větší část lidí z Coloradovy skupiny a občanů vojáci a Apači postupně zabijí. Zabíjení unikne jen Colorado s indiánem Hachitou a indiánkou Hesh-Ke a oba zajatci: šerif MacKenna s dívkou Ingou, kteří se postupně sbližují. Hesh-ke a MacKenna byli kdysi milenci a žárlivá Hesh-Ke, která nyní chce MacKennu zpět, se dvakrát pokusí zabít Ingu. Kavalerie pokračuje ve svém pronásledování a seržant Tibbs (Telly Savalas) pravidelně posílá posly s hlášením zpět na svou základnu, aby informoval o svém pohybu. Nakonec je hlídka omezena jen na pouhého Tibbse a dva další vojáky, a Tibbs je zabije. Seržant tím přesvědčí Colorada, že by mu mělo být umožněno připojit se ke Coloradově gangu. Šerif MacKenna, který má svoji paměť vycvičenou dlouholetým hraním karet si indiánskou mapu dobře pamatuje a i přes další apačský útok se mu podaří celou skupinu přivést večer ke vstupu do údolí.
Následující ráno jsou všichni vzhůru a nasedlí na koně před východem slunce. Když první paprsek slunečního světla zasvítí dolů, spustí optickou reakci, která koně vyděsí. Stín vrcholku hory se začne pohybovat a nakonec směřuje na skrytý průchod, rozřezaný na úbočí hory a zmizí. Když to MacKenna sleduje, poprvé uvěří v legendu. Skupina projíždí mezi skalami a vynoří se na druhé straně ve Zlatém údolí. Na dně kaňonu všichni uvidí velkou žílu z čistého zlata. Při divoké jízdě dolů do kaňonu se Hesh-ke opět snaží zabít Ingu, ale Inga se ubrání a Hesh-ke padá z koně na skálu. U záplavy zlata se nejprve všichni radují a seržant Tibbs naplní jednu sedlovou brašnu na svém koni zlatými nugety. Nicméně brzy se strhne rvačka, Colorado, Tibbs a indián Hachita se vzájemně začnou vraždit. Přežije nakonec pouze vůdce bandy Colorado, který ale hodlá zabít také nepohodlné svědky: šerifa MacKenna a Ingu Bergmannovou. Ti se před ním snaží uprchnout, nicméně Colorado je dostihne, šerif s ním začne statečně zápasit.
V tu chvíli zaútočí Apačové, kteří skupinu stopovali a vstoupili do kaňonu. Zvukem výstřelů a dusotem mnoha koní se uvolní skály, které svým pádem uvolní další skály, spustí řetězovou reakci a způsobí kolaps stěn kaňonu, který začne pohřbívat zlatou žílu. Všichni tři zbývající – Colorado, MacKenna a Inga rychle usednou na zbylé koně a uhání tryskem pryč. Podaří se jim jen tak tak uniknout. Údolí se zničí a je zcela zavalené.
V poslední scéně filmu se Colorado rozloučí se šerifem MacKennem i se soudcovou dcerou Ingou. Šerif setře zbytky zlatého prachu z dívčina oděvu, rozpráší jej do větru a otočí svého koně, který původně patřil seržantu Tibbsovi. Aniž o tom ví, on jediný má však svoji sedlovou brašnu plnou zlata, tedy MacKennovo zlato.

## Cast
- Gregory Peck (šerif MacKenna)
- Omar Sharif (Colorado)
- Camilla Sparv (soudcova dcera Inga Bergmann)
- Julie Newmar (Hesh-Ke)
- Ted Cassidy (Hachita)
- Telly Savalas (seržant Tibbs)
- Eli Wallach (Ben Baker)
- Edward G. Robinson (starý slepec Adams)
- Robert Phillips (Monkey)
- Raymond Massey (The Preacher)
- Burgess Meredith (obchodník)
- Lee J. Cobb (redaktor a vydavatel)
- Keenan Wynn (Sanchez)
- Eduardo Ciannelli (starý apačský náčelník "Prérijní pes")

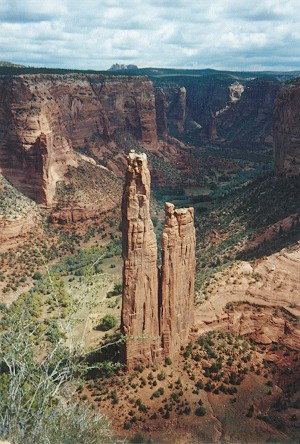
Spider rock v NP Canyon de Chelly v Arizoně

- Anthony Quayle (starý Angličan)
- J. Robert Porter (mladý Angličan)
- David Garfield (Adamsův chlapec)
- Victor Jory (kazatel)

## Zajímavosti
- film má velmi známou filmovou hudbu s úvodní písní o kondorovi (resp. supovi), autor textu José Feliciano, autor hudby Quincy Jones
- snímek obsahuje mnoho krásných exteriérových záběrů z Monument Valley v Arizoně, Glen Canyonu v Utahu a Velkého kaňonu řeky Colorado, kam je děj snímku fakticky posazen